# 弗氏短吻獅子魚
弗氏短吻獅子魚，為輻鰭魚綱鮋形目杜父魚亞目獅子魚科的其中一種，分布於南冰洋羅斯海及威德爾海海域，棲息深度2273-2941公尺，為深海底棲性魚類，屬肉食性，生活習性不明。

## 擴展閱讀
維基物種上的相關：弗氏短吻獅子魚